# Stuttgarter Neue Sezession
Die Stuttgarter Neue Sezession ist ein im Jahre 1929 gegründeter Zusammenschluss von jungen Stuttgarter Künstlern. Deren erster Vorstand Manfred Pahl eröffnete am 20. August 1929 das Ausstellungsdebüt der Künstlergemeinschaft im Gebäude des Württembergischen Kunstvereins. Die Gruppe bestand bis zu ihrer Zwangsauflösung durch die Nationalsozialisten im Jahr 1933.

## Geschichte
Die jungen Künstler in Stuttgart, die entweder gerade die Stuttgarter Kunstakademie verlassen hatten oder noch studierten, suchten in den 1920er Jahren Möglichkeiten, Ausstellungen zu beschicken. Die in Stuttgart auch erst im Jahr 1923 gegründete Stuttgarter Sezession bot den jungen Malern nur unzureichende Möglichkeiten, ihre Arbeiten zu präsentieren.
Der Gedanke der Künstler entstand aus dem berechtigten Gefühl heraus, dass sie gegenüber den arrivierten Künstlern, die sich in Stuttgart bereits einen Namen gemacht hatten, benachteiligt wurden. Angespornt durch die Erfolge der Juryfreien Kunstausstellung in Berlin, die durch den Maler Hermann Sandkuhl seit Jahren sehr erfolgreich junge künstlerische Talente förderte, entschlossen sich die Stuttgarter Künstler im Jahr 1928, in Stuttgart die Stuttgarter Neue Sezession zu gründen. Gründungsmitglieder waren die Künstler Wilhelm Geyer, Manfred Henninger, Manfred Pahl, Walter Kohler, Alfred G. Lehmann und Gustav Schopf.

### Ausstellungen
Von der ersten Ausstellung im Jahr 1929 bis zur zwangsweisen Auflösung durch die Gleichschaltung mit dem Reichsverband bildender Künstler durch die Nationalsozialisten nach deren Machtergreifung fanden 3 Ausstellungen der Künstlergruppe statt. Dabei ist die Gruppe bis zum Jahr 1932 auf insgesamt 17 Künstler angewachsen.
Die Ausstellungen der Stuttgarter Neuen Sezession in den Jahren 1929 und 1931 wurden in den Räumen des Württembergischen Kunstvereins in Stuttgart sowie im Kunstverein Heilbronn und in Ulm gezeigt. 1930 entfiel zwar die Präsentation in Stuttgart. Allerdings fand diese auf Einladung von Hermann Sandkuhl im Haus der Juryfreien in Berlin anlässlich der Freien Kunstschau statt.

### Mitglieder
Die Mitglieder zeichnen sich dadurch aus, dass man sie alle der Kunstrichtung des Expressiven Realismus zuordnen kann. Außer den Gründungsmitgliedern sind vor allem die Künstler Robert Breitwieser, Franz Frank, Richard Hohly, Immanuel Knayer, Joseph Kneer, Rudolf Müller, Carl Pflüger, Georg Alfred Stockburger, Sepp Vees, Heinrich Wägenbaur und Alfred Wais zu nennen, die maßgeblich das Gesicht dieser Künstlervereinigung mitgeprägt und dort ausgestellt haben.